# Astrospartus
Astrospartus è un genere di echinodermi della famiglia Gorgonocephalidae.

## Specie
- Astrospartus mediterraneus (Risso, 1826)
- Astrospartus mucronatus (Lyman, 1869) syn. Astracme mucronata (Lyman, 1869)